# ハワイ郡 (ハワイ州)
ハワイ郡（英: Hawaii County）は、アメリカ合衆国ハワイ州の郡である。郡域はハワイ諸島で最大の島であるハワイ島と一致しており、島は州全体と区別するために「ビッグアイランド」と呼ばれることも多い。2010年国勢調査での人口は185,079人である。郡庁所在地はヒロである。ハワイ州では郡が州の下で唯一の法的に存在する地方自治体なので、郡内には国勢調査指定地域が多く指定されているが、法人化された都市ではない。また、ヒロ小都市統計地域にはハワイ郡全体が含まれる。
ハワイ郡の政体は郡町・郡政委員会方式である。ハワイ郡はアメリカ合衆国の中で州と同じ名前を持つ7つの郡の1つである。

## 地理
アメリカ合衆国国勢調査局に拠れば、郡域全面積は5086.70平方マイル (13,174.5km2)であり、このうち陸地は4028.02平方マイル (10,432.5 km2)、水域は1058.69平方マイル (2,742.0 km2)で水域率は20.82%である。ハワイ郡の陸地面積は州全体の62.7%に相当しており、アメリカ合衆国の他の州ではこのように高い比率の郡は無い。

## 隣接する郡
- マウイ郡 - 北西

## 郡政府とインフラ

### 郡政府
行政権限は4年任期で選出されるハワイ郡長に与えられている。2004年以降は無党派で選ぶ選挙になっている。2008年、"ビリー"・ケノイが郡長に選ばれたが、これは2期を務めたハリー・キムの後を継いだものだった。立法権は9人の委員による郡政委員会に委ねられている。各委員はハワイ郡の9つの税徴収地区とほぼ同じ区割りとなっている選挙区から選ばれている。委員は2年任期で無党派選挙で選出されており、最近の選挙は2010年11月に行われた。
郡（County）の下の地区（District）は当初、古代ハワイの「モク」と呼ばれる伝統的な区割りに基づいて決められていた。その中で人口の多い地区が北と南に分割され、人口にできるだけ比例するような区割りとされている。
地区を示す下表および地図の数字は税徴収地区の番号であり、州の資産情報を示すために使われている。島の東端を1番として反時計回りに当てられている。
| 番号 | 地区名     | 面積 (km2) | 人口 2000年 | モク     |  |
| ---- | ---------- | ---------- | ----------- | -------- |  |
| 1    | プナ       | 1,293.6    | 31335       | プナ     |  |
| 2    | 南ヒロ     | 1,021.4    | 47386       | ヒロ     |  |
| 3    | 北ヒロ     | 960.0      | 1720        | ヒロ     |  |
| 4    | ハマクア   | 1,503.5    | 6108        | ハマクア |  |
| 5    | 北コハラ   | 344.3      | 6038        | コハラ   |  |
| 6    | 南コハラ   | 911.0      | 13131       | コハラ   |  |
| 7    | 北コナ     | 1,266.5    | 28543       | コナ     |  |
| 8    | 南コナ     | 868.6      | 8589        | コナ     |  |
| 9    | カウ       | 2,388.5    | 5827        | カウ     |  |
|      | ハワイ郡計 | 10,432.5   | 148,677     | 6 モク   |  |

郡政委員会の区域は、都市化された地域と田園部地域で人口密度が異なるために、資産税徴収地区と完全には一致していない。ヒロ（ヒロがある）とコナ（カイルア・コナがある）の街は人口密度が高く、カウ、プナ、ハマクアおよび南北コハラは人口密度が小さい。
政府機能の幾つかは、他の州では州あるいは市のレベルであるものが、ハワイ州では郡によって管理されている。たとえば、ハワイ郡にはアルコール飲料管理事務所が置かれている。

### 州政府機関
ハワイ州公衆安全省が以前はハワイ郡にあるクラニ矯正施設を運営していた。2009年、同省はこの施設を閉鎖すると発表した。

## 町

### 国勢調査指定地域
| - アイナロア - キャプテン・クック - エデンロック - ファーンエーカーズ - ファーンフォレスト - ハラウラ - ハワイアンエーカーズ - ハワイアンビーチズ - ハワイアンオーシャンビュー - ハワイアンパラダイスパーク - ハヴィ | - ヒロ - ホルアロア - ホナロ - ホナウナウ・ナポオポオ - ホノカア - ホノム - カハルウ・ケアウホウ - カイルア・コナ - カラオア - カパアウ - ケアアウ | - ケアラケクア - ケオケア - ククイハエレ - カーティスタウン - ラウパホエホエ - レイラニエステーツ - マウンテンビュー - ナアレフ - ナナワレエステーツ - オーキッドランズエステーツ - パアウイロ | - パハラ - パホア - パパイコウ - ペペエケオ - パウカア - プアコ - ボルケーノ - ワイコロア・ビレッジ - ワイメア - ワイナク |

### その他の町
- アフアロア
- カワイハエ
- ハカラウ
- ミロリイ
- ワイオヒヌ
- ワイコロア・ビーチ

### 国立保護地域
- アラ・カハカイ国立歴史トレイル
- ハカラウ森林国立野生生物保護区
- ハワイ火山国立公園
- ホノコハウ・セトルメント＆カロコ・ホノコハウ国立歴史公園
- コナ森林国立野生生物保護区
- プウホヌア・オ・ホナウナウ国立歴史公園
- プウコホラ・ヘイアウ国立歴史史跡

## 経済
ハワイ郡では経済成長のために幾つかの娯楽産業が資している。その多くは快適で偏らない気候、美しい景観、高山、深い太洋、活火山、広大な未開地および汚染の無い環境など自然の中の快適さである。
これら快適な資源があるにも拘わらず、島の成長を制限しがちな問題も多く有る。最も多い輸出品はホノルルを経由しなければならない。人口の多いホノルル市郡、アメリカ合衆国本土など主要な市場から遠いために、ハワイ郡の輸出の成長が抑えられている。マカダミアナッツ、花卉と苗、コーヒーおよびパパイヤのような特徴があり付加価値の高い商品は輸出も成功してきた。
ハワイ郡の人口と観光産業が大きく成長し、輸出量が増えてくると、外洋輸送運賃も都合よいものになってくる。
州内の人口が比較的少ないことと本土市場へ遠いことが組み合わされ、地元事業には不利な点が出てくる。州の人口規模では効率的な運営が難しく、特別市場を拡大するために輸出を検討するときは、高い輸送費に直面しなければならない。
津波、火山活動、洪水および旱魃のような自然災害は島の経済発展に影響し続けている。例えば、火山活動が家屋や歴史的景観を壊すことがあるが、それは郡最大の観光資源でもある。物理的な損失に加えて、自然災害が繰り返されることは投資に対して心理的な障害になる。生命や資産を守るための手段が計画され、郡全体で行われてきた。
郡の経済は1971年に最初の包括的総合計画を策定して以来の40年間で大きく変化してきた。郡経済の中で農業が重要な役割を果たしているのは変わらないが、大きな経済貢献者としての観光産業の影に隠れてきた。これらの変化にも拘わらず、地域社会の大半は田園的な性格を残している。1970年代と1980年代初期は砂糖栽培が農業の中でも主たるものだった。1980年代後半から1990年代にはその砂糖産業が衰退し、消滅して行った。1980年代半ばに観光産業が砂糖産業に代わって経済の推進役となり、観光客数は1989年に最高になった。1990年以降、アジア経済危機、湾岸戦争およびアメリカ合衆国本土での短期間経済不況といった外部要因のために、州全体が長引く経済不況に陥った。それでもハワイ郡は幾つかの世界的な行事を誘致でき、客室数351室のハプナビーチ・プリンスホテルや同243室のハラライ・リゾートのオープンなど大型プロジェクトの完成、ケアホレにあるコナ国際空港への国内国外からの直行便の開設、映画『ウォーターワールド』の撮影、フアラライ・リゾート・アンド・ゴルフコースへのPGAチャンピオンズツアーの誘致などが続いた。

### 農業
農業は現在でもハワイ郡の主要産業である。食品加工を含めた農業はハワイ郡の雇用数の約9.5%を占めている。農業の中では牛など家畜の飼育、コーヒー、マカダミアナッツ、パパイヤ、花卉と苗、野菜などの栽培があり、水産業、林業および地元産品を使った食品加工業もある。
マカダミアナッツ農園のような大規模企業家農業もある。しかし事業の多様化により新鮮野菜、果物、林業製品、水産製品の品揃えを増やすような小規模の事業も出てきている。
ハワイ郡ではハワイ州全体の新鮮野菜の約3分の1、消費される牛肉の半分以上、栽培されるコーヒーの3分の1、マカダミアナッツの大半およびその他産品や家畜の多くを生産している。農業は島の基本的な成長を支えてきた。1997年では州内農産物の55%、家畜の18%を生産した。州内における農産品の構成比は比較的一定であり、家畜の場合は1980年代後半を頂点に減りつつある。林業や水産業の新事業が拡大している。
今日の農業で最も懸念される問題は労働力である。農業は他の観光業、小売業および建設業と労働力を取り合うようになっている。技術や専門的農業訓練のできる多くの人材に対する需要もある。また関連する問題として最小賃金や季節労働者に対する住宅の不足もある。
農業用地を都市型用地に転換する問題も大きくなった。しかし重要な農業用地を保護することがハワイ郡の政策であり続けている。

### 主要雇用主
2010年度ハワイ郡包括的財政報告書によると郡内主要雇用主10傑は下表の通りである。
| 順位 | 雇用主                                 | 従業員数 |
| ---- | -------------------------------------- | -------- |
| 1    | ハワイ州政府                           | 8,115    |
| 2    | ハワイ郡政府                           | 2,745    |
| 3    | アメリカ合衆国政府                     | 1,364    |
| 4    | ヒルトン・ワイコロア・ビレッジ         | 984      |
| 5    | ウォルマート                           | 852      |
| 6    | KTAスーパーストアズ                    | 800      |
| 7    | マウナロア・リゾート                   | 685      |
| 8    | フェアモント・オーキッド               | 577      |
| 9    | フォーシーズンズ・リゾート・フアラライ | 562      |
| 10   | ハプナビーチ・プリンスホテル           | 487      |

## 姉妹都市
ハワイ郡は以下の11都市（島、州）と姉妹都市関係にある。カッコ内は締結年を示す。
- 台湾、花蓮市 (1971年)
- チリ、ラ・セレナ (1994年)
- フィリピン、レガスピ (1970年)
- 日本、沖縄県、名護市 (1986年)
- 日本、東京都、大島町 (1962年)
- ポルトガル、サンミゲル島 (1980年)
- 日本、群馬県、渋川市 (1997年)
- 日本、兵庫県、洲本市 (2000年)
- オーストラリア、タスマニア州 (1997年)
- 日本、鳥取県、湯梨浜町 (1996年)
- 日本、広島県、廿日市市 (2024年)